# Gmina Dover (hrabstwo Fayette)

Położenie Gminy Dover w hrabstwie Fayette

Gmina Dover (ang. Dover Township) – gmina w USA, w stanie Iowa, w hrabstwie Fayette. Według danych z 2000 roku gmina miała 492 mieszkańców, a jej powierzchnia wynosi 96,68 km².